# Bernis
Bernis es una población y comuna francesa, situada en la región de Occitania , departamento de Gard, en el distrito de Nimes y cantón de Vauvert.

## Demografía
| 929 | 1081 | 1480 | 2220 | 2502 | 2657 |
| Para los censos de 1962 a 1999 la población legal corresponde a la población sin duplicidades (Fuente: INSEE [Consultar]) |      |      |      |      |      |